# توماس لونش (حكم كرة قاعدة)
توماس لونش (بالإنجليزية: Thomas Lynch)‏ هو حكم كرة قاعدة ‏ أمريكي، ولد في 1859 في نيو بريتن في الولايات المتحدة، وتوفي في 27 فبراير 1924 في هارتفورد في الولايات المتحدة.